# Dario Andriotto
Dario Andriotto (né le 25 octobre 1972 à Busto Arsizio en Lombardie) est un coureur cycliste italien, professionnel de 1995 à 2010. 

## Biographie
Dario Andriotto est un spécialiste du contre-la-montre : à titre individuel, il parvient à devenir champion d'Italie professionnel de cette discipline en 1997, et par équipes, champion du monde amateur en 1994 dans cette même discipline.
Il participe aux trois grands Tours entre 1996 et 2010, sans jamais gagner une étape.

## Palmarès

### Palmarès amateur
- 1990
  - Gran Premio Inda
- 1991
  - 2e du championnat d'Italie du contre-la-montre amateurs
- 1992
  - La Ciociarissima
  - 3e du championnat d'Italie du contre-la-montre amateurs
- 1993
  - Coppa Caduti di Puglia
  - La Nazionale a Romito Magra
- 1994
  -  Champion du monde du contre-la-montre par équipes amateurs (avec Gianfranco Contri, Luca Colombo, et Cristian Salvato)
  - 3e du Trofeo Sportivi di Briga

### Palmarès professionnel
- 1995
  - Grand Prix d'Europe (avec Vitali Kokorine)
- 1996
  - 3e du Grand Prix d'Europe (avec Vitali Kokorine)
- 1997
  -  Champion d'Italie du contre-la-montre
  - Grand Prix Nobili Rubinetterie
  - Grand Prix d'Europe (avec Cristian Salvato)
  - 8e étape du Tour de Pologne
  - 2e des Trois vallées varésines
- 2000
  - Grand Prix d'Europe (avec Sergiy Matveyev)
- 2001
  - 2e de la Coppa Bernocchi
  - 3e du Mémorial Fausto Coppi

## Résultats sur les grands tours

### Tour de France
1 participation
- 2003 : 144e

### Tour d'Italie
12 participations
- 1996 : abandon (18e étape)
- 1997 : abandon (17e étape)
- 1998 : hors-délais (17e étape)
- 2001 : 130e
- 2002 : abandon (16e étape)
- 2003 : 83e
- 2004 : 54e
- 2005 : 97e
- 2006 : 146e
- 2007 : 111e
- 2009 : abandon (19e étape)
- 2010 : 132e

### Tour d'Espagne
4 participations
- 1999 : abandon (3e étape)
- 2002 : abandon (11e étape)
- 2003 : 103e
- 2006 : 115e